# Endiandra palmerstonii
Endiandra palmerstonii ist ein Baum in der Familie der Lorbeergewächse aus dem nordöstlichen Australien.

## Beschreibung
Endiandra palmerstonii wächst als immergrüner Baum über 40 Meter hoch. Der Stammdurchmesser erreicht über 2 Meter. Es werden kleinere Brettwurzeln gebildet. Die leicht raue Borke ist braun-grau und leicht schuppig. Die Bäume sind sehr langlebig, sie können über 800 Jahre alt werden.
Die schraubig angeordneten, einfachen Laubblätter sind kurz gestielt. Der Blattstiel ist etwa 2 Zentimeter lang. Sie sind eiförmig bis verkehrt-eiförmig oder elliptisch, ganzrandig und spitz bis zugespitzt. Die älteren Spreiten sind bis etwa 20 Zentimeter lang, unterseits fein behaart und besitzen Öldrüsen.
Es werden end- oder achselständige Rispen gebildet. Die sehr kleinen, zwittrigen und dreizähligen, kurz gestielten Blüten mit einfacher Blütenhülle sind weißlich. Die 6 behaarten Tepalen sind halbaufrecht. Es sind 3 sehr kleine, behaarte Staubblätter mit jeweils zwei Drüsen an der Basis und 3 minimale Staminodien vorhanden. Der oberständige Fruchtknoten ist klein mit minimalem Griffel.
Es werden bis 4–6 Zentimeter große, rundliche und festledrige, grünlich-gelbe, rippig-runzlige, einsamige, dickschalige Steinfrüchte gebildet. Der bräunliche und bespitzte Steinkern ist bis 4 Zentimeter groß.

## Verwendung
Das dunkle und mittelschwere, recht beständige Holz wird für verschiedene Anwendungen genutzt. Es ist bekannt als Australischer Nussbaum oder Black, Queensland, Australian Walnut. Das Holz enthält einen sehr hohen Kieselsäureanteil, vor allem in älteren Stämmen. Es ist darum sehr schwer zu sägen, bevorzugt werden daher jüngere Stämme. Es wird darum auch gerne zu Furnier verarbeitet.
Die Samen sind essbar und wurden von den Aborigines genutzt. Sie müssen zuerst gekocht oder geröstet werden.